# Cydistomyia bezzii
Cydistomyia bezzii är en tvåvingeart som beskrevs av M. Josephine Mackerras och Rageau 1958. Cydistomyia bezzii ingår i släktet Cydistomyia och familjen bromsar.
Artens utbredningsområde är Fiji. Inga underarter finns listade i Catalogue of Life.